# Jorge Semprún

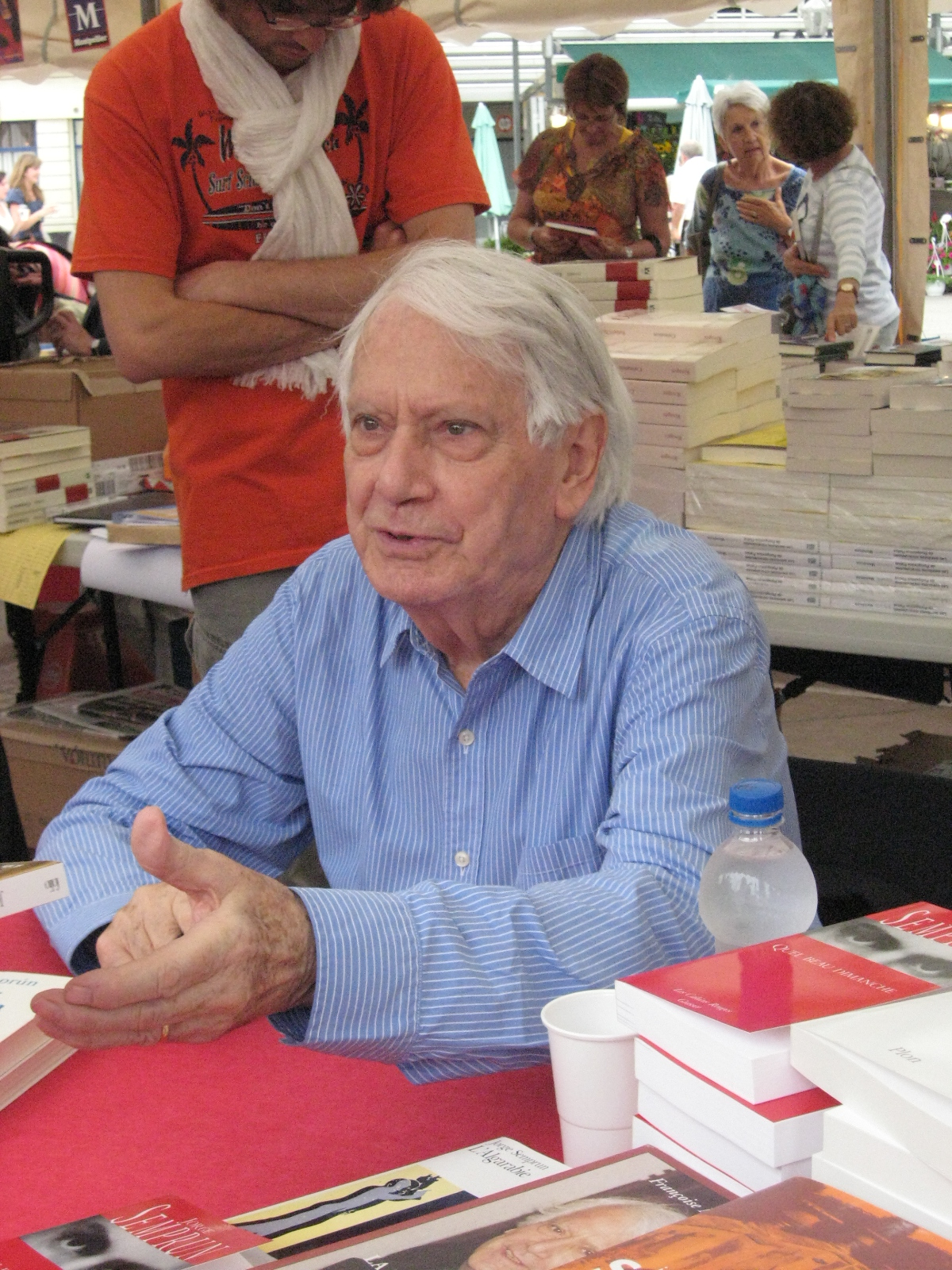
Jorge Semprún in 2009

Jorge Semprún Maura (Madrid, 10 december 1923 – Parijs, 7 juni 2011) was een Spaanse schrijver en politicus. Vrijwel al zijn werk schreef hij in het Frans. Van 1988 tot 1991 was Semprún minister van Cultuur van Spanje.

## Leven

#### Achtergrond
Jorge Semprún werd in 1923 geboren in een welgesteld links-liberaal gezin in Madrid. Hij was de vierde van zeven kinderen van Susana Maura Gamazo, een dochter van de conservatieve voorman Antonio Maura, en van José María Semprún Gurrea, een advocaat en hoogleraar in de rechten, die verder onder meer gouverneur van de Spaanse provincie Toledo was. Na het uitbreken van de Spaanse Burgeroorlog ging de familie Semprún in ballingschap, aanvankelijk in een dorp in de buurt van het Franse Lourdes en daarna in Den Haag, waar Semprúns vader ambassadeur van de Spaanse republiek werd. Na de overwinning van het Franco-regime in 1939 en de daaropvolgende sluiting van de Spaans-republikeinse diplomatieke vertegenwoordiging in Nederland verhuisde het gezin naar Parijs. Semprún volgde daar het Gymnasium Henri IV en ging vervolgens aan de Sorbonne filosofie studeren.

#### Tweede Wereldoorlog
Na de Slag om Frankrijk en de daaropvolgende bezetting van dat land door Nazi-Duitsland trad Semprún in 1941 toe tot de Francs-Tireurs et Partisans, een communistische verzetsgroep binnen de Franse Résistance. Een jaar later werd hij lid van de Partido Comunista de España (PCE), de Spaanse Communistische Partij. In 1943 werd hij door de Gestapo gearresteerd. Hierdoor raakte hij stateloos: omdat hij voor zijn gevangenneming in ballingschap had geleefd, werd hij door het Franco-regime niet als Spaans staatsburger erkend. Na gefolterd en verhoord te zijn in de gevangenis van Auxerre werd hij gedeporteerd naar het concentratiekamp Buchenwald. Hier werd Semprún tewerkgesteld bij de Arbeitsstatistik en raakte hij betrokken bij het toen al door communisten opgebouwde kampverzet, onder meer bij het organiseren van culturele activiteiten voor andere Spaanse gevangenen.

#### De PCE

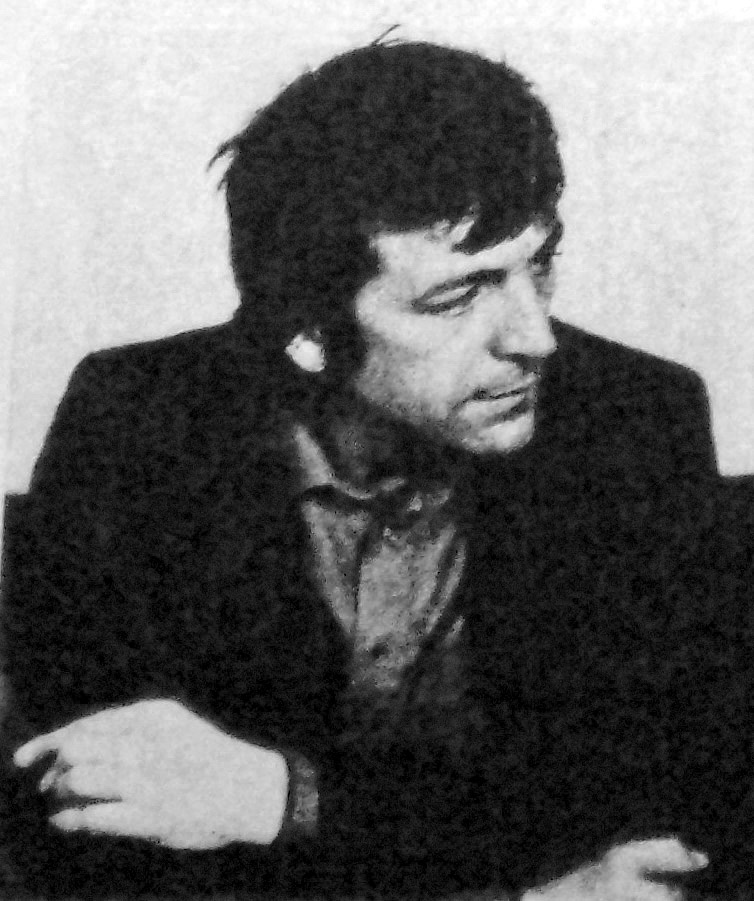
Costa-Gavras in 1970

Na de oorlog keerde Semprún naar Parijs terug en werd hij actief binnen de PCE. Tot 1952 werkte hij als vertaler bij de UNESCO. Van 1953 tot 1962 was hij een belangrijke coördinator van de clandestiene activiteiten tegen het Franco-regime van deze toentertijd in Spanje verboden partij. Hij verbleef daarvoor (onder schuilnamen als Federico Sanchez en Juan Larrea) verschillende keren illegaal in dat land. In 1954 werd Semprún lid van het Comité Central van de PCE. Twee jaar later trad hij toe tot het Comité ejecutivo, het politbureau van die partij. Na conflicten tussen stalinistische en minder dogmatische PCE-aanhangers werd Semprún in 1964 echter vanwege "verschillen van inzicht over de partijkoers" uit de PCE gezet. Semprún, die toen zijn vertrouwen in het communisme reeds had verloren, legde zich hierna toe op het schrijven van boeken en filmscenario's.

#### Latere leven
Na de democratisering van Spanje in 1978 keerde Semprún naar zijn vaderland terug en nam hij de Spaanse nationaliteit weer aan. Van 1988 tot 1991 was hij partijloos Ministro de Cultura (minister van Cultuur) in de derde en vierde regering onder leiding van de sociaaldemocratische premier Felipe González.
In 1996 werd Semprún gekozen tot lid van de Académie Goncourt, die sinds 1903 jaarlijks de Prix Goncourt uitreikt, een van de belangrijkste Franse literatuurprijzen. Semprún kon niet toetreden tot de Académie française, omdat hij de Franse nationaliteit niet had. Voor zijn werk ontving hij verschillende literaire prijzen uit meerdere landen. In 2007 werden Semprún eredoctoraten verleend door de Universität Potsdam en de Université Rennes 2 Haute Bretagne.
Semprún woonde in Parijs. Hij is de vader van de Franse publicist Jaime Semprun.

## Semprún als schrijver

#### Thematiek en stijl
Vrijwel al Semprúns werk, waarvoor hij veelvuldig werd onderscheiden, is in het Frans geschreven en in meerdere of mindere mate autobiografisch. Twee steeds terugkerende onderwerpen zijn het grauwe kampleven in Buchenwald en Semprúns ervaringen als lid van de PCE ten tijde van het Franco-regime. Toch komen in zijn boeken ook fictieve elementen en personen voor. Dit is mede een gevolg van Semprúns voorkeur voor literaire toespelingen, zowel naar Franse als Spaanse auteurs, die fictie en autobiografische waarheid onscheidbaar met elkaar verweven. Zijn werk kenmerkt zich verder door zelfbewustzijn. Belangrijke thema's zijn ook de manier waarop gebeurtenissen in het geheugen voortleven en de wijzen waarop de gruwelijkheid van het concentratiekamp kan worden verteld aan een publiek dat niet in staat is die te bevatten.
Semprúns stijl is nagenoeg steeds niet-lineair en niet-chronologisch: hij maakt voortdurend zijstappen naar het verleden en de toekomst. Ook herhaling is een kenmerk van Semprúns werk, waarbij hij met iedere herhaling de beschreven gebeurtenis telkens een andere betekenis geeft.

#### Enkele publicaties
Semprúns eerste boek, dat werd gepubliceerd in 1963, was Le Grand Voyage (De grote reis), waarin hij zijn verblijf in Buchenwald beschreef, aangevuld met fictieve elementen. Hij deed dit aan de hand van zijn herinneringen aan de lange treinreis naar en de aankomst in het kamp, die hij echter afwisselde met flashbacks naar zijn ervaringen in het Franse verzet en beschrijvingen van het kampleven en gebeurtenissen na zijn bevrijding uit Buchenwald. In 1964 kreeg Semprún voor dit boek de Prix Formentor.
In 1980 verscheen Semprúns Quel beau dimanche! (Wat een mooie zondag!), opnieuw een gefictionaliseerde vertelling over het leven in Buchenwald en de tijd daarna. Hij beschreef hierin van uur tot uur één dag van zijn verblijf in het kamp, maar wisselde dat hier eveneens af met verhalen over gebeurtenissen voorafgaand en volgend op die ene dag. Semprún leverde daarbij kritiek op zowel het communisme als het fascisme. Hij werd tot het schrijven van dit boek mede geïnspireerd door Een dag uit het leven van Ivan Denisovitsj (1962), een novelle waarin Aleksandr Solzjenitsyn een dag in een kamp van de Russische Goelag-archipel beschreef.
In 1994 publiceerde Semprún L'écriture ou la vie (Schrijven of leven), waarin hij wederom enige aan zijn kampervaringen gerelateerde thema's aan de orde stelde. De nadruk lag nu echter op het leven met de herinneringen aan die tijd en hoe daarover te schrijven. In dit boek behandelde hij enkele al in eerder werk beschreven gebeurtenissen en gaf hij een verklaring voor de door hem gemaakte literaire keuzes.
Tussen 1966 en 1997 schreef Semprún verder een veertiental filmscenario's, onder meer voor La guerre est finie (1966) van Alain Resnais en de politieke thriller Z (1969) van Costa-Gavras.

## Werk

#### Boeken
- 1963: Le Grand Voyage (in 1989 en 2003 vertaald als De grote reis, ISBN 90-290-2697-9 resp. ISBN 90-290-7390-X)
- 1967: L'Évanouissement (in 1991 vertaald als Buiten bewustzijn, ISBN 90-269-5207-4)
- 1969: La Deuxième Mort de Ramón Mercader (in 1987 vertaald als De tweede dood van Ramón Mercader, ISBN 90-293-9914-7)
- 1977: Autobiografía de Federico Sánchez (geschreven in het Catalaans)
- 1980: Quel beau dimanche! (in 1992 vertaald als Zo'n mooie zondag! en in 1997 als Wat 'n mooie zondag!, ISBN 90-269-6441-2 resp. ISBN 90-5226-434-1)
- 1981: L'Algarabie (in 1982 vertaald als La Algarabia, ISBN 84-01-38007-3)
- 1983: Montand la vie continue (biografie van Yves Montand)
- 1986: La Montagne blanche
- 1987: Netchaïev est de retour (in 1990 vertaald als Netsjajev is terug, ISBN 90-269-5193-0)
- 1993: Federico Sánchez vous salue bien (in 1996 vertaald als Federico Sánchez groet u, ISBN 90-263-1321-7)
- 1994: L'écriture ou la vie (autobiografie) (in 1996 vertaald als Schrijven of leven, vert. Jeanne Holierhoek, ISBN 90-290-4995-2)
- 1995: Mal et modernité
- 1998: Adieu, vive clarté... (in 1999 vertaald als Vaarwel, heldere glans, ISBN 90-290-5830-7)
- 1998: Le Retour de Carola Neher, le Manteau d'Arlequin
- 2002: Le mort qu'il faut (in 2003 vertaald als De dode met mijn naam, ISBN 90-290-7374-8)
- 2003: Veinte años y un día (geschreven in het Spaans) (in 2005 vertaald als Twintig jaar en een dag, ISBN 90-290-7621-6)
- 2005: L'Homme européen (met Dominique de Villepin)
- 2006: Pensar en Europa (artikelen, lezingen en toespraken)

#### Filmscenario's
- 1966: Objectif 500 millions - Pierre Schoendoerffer
- 1966: La guerre est finie - Alain Resnais
- 1969: Z - Costa-Gavras
- 1970: L'Aveu (The Confession) - Costa-Gavras
- 1972: L'Attentat - Yves Boisset
- 1974: Las dos memorias (tevens door Semprún geregisseerd)
- 1974: Stavisky - Alain Resnais
- 1975: Section spéciale (Special Section) - Costa-Gavras
- 1976: Une femme à sa fenêtre - Pierre Granier-Deferre
- 1978: Les Routes du sud - Joseph Losey
- 1986: Les Trottoirs de Saturne - Hugo Santiago
- 1991: Netchaïev est de retour - Jacques Deray (adaptatie van Semprúns gelijknamige boek door Dan Franck en Jacques Deray)
- 1995: L'Affaire Dreyfus - Yves Boisset (televisiefilm)
- 1997: K - Alexandre Arcady

#### Andere activiteiten
- In 1989 was Semprún op de Nederlandse televisie te zien in de VPRO-programmareeks Nauwgezet en wanhopig van Wim Kayzer, waarin deze gesprekken voerde met Gabriel García Márquez, George Steiner, György Konrád en Semprún. Het thema oorlog en keuze was daarbij een voornaam gespreksonderwerp.
- Semprún hield in 1999 in Leiden de jaarlijkse Huizingalezing, onder de titel Einde van de eeuw, begin van een millennium.[1]

## Prijzen
- 1964: Prix Formentor voor Le Grand Voyage
- 1969: Prix Femina voor La Deuxième Mort de Ramón Mercader
- 1977: Premio Planeta voor Autobiografía de Federico Sánchez
- 1994: Friedenspreis des Deutschen Buchhandels
- 1994: Premio Fémina Vacaresco voor L'écriture ou la vie
- 1997: Jerusalem Prize for the Freedom of the Individual in Society
- 1999: Premio Nonino
- 2003: Premio Blanquerna
- 2003: Goethe-Medaille
- 2004: Premio Fundación José Manuel Lara voor Veinte años y un día
- 2006: Österreichischer Staatspreis für Europäische Literatur